# Goin' Places (album des Jacksons)
Pour les articles homonymes, voir Going Places.
Albums de The Jacksons
The Jacksons Destiny
Singles
Goin' Places est le deuxième album des frères Jackson sous le nom The Jacksons, paru le 8 octobre 1977 chez Epic Records. L'enregistrement de l'album dure 9 mois entre décembre 1976 et août 1977 aux Sigma Sound Studios de Philadelphie.
L'album est produit par le duo Kenneth Gamble et Leon Huff, qui avait déjà produit l'opus précédent, et qui a également écrit la majorité des titres de l'album. 
Le succès de l'album est en demi-teinte : il n'atteint que la 63e place du Billboard 200 aux États-Unis pour des ventes globales estimées à 2 millions d'exemplaires.

## Titres
1. Music's Takin' Over (Whitehead, McFadden, Carstarphen) - 4:26
2. Goin' Places (Gamble, Huff) - 4:30
3. Different Kind of Lady (The Jacksons) - 4:10
4. Even Though You're Gone (Gamble, Huff) - 4:31
5. Jump for Joy (Wansel, Biggs) - 4:42
6. Heaven Knows I Love You, Girl (Gamble, Huff) - 3:55
7. Man of War (Gamble, Huff) - 3:13
8. Do What You Wanna (The Jacksons) - 3:31
9. Find Me a Girl (Gamble, Huff) - 4:34

Vidéoclips (DVD)
1. Goin' Places (Official Video) (Gamble, Huff) - 3:29
2. Even Though You're Gone (Official Video) (Gamble, Huff) - 3:21

## Musiciens
- Michael Jackson : chant (tous), chœurs
- Jackie Jackson : chant (7), chœurs
- Marlon Jackson : chant (7), chœurs
- Tito Jackson : chant (6,7), chœurs, guitare
- Randy Jackson : chant (7), chœurs, congas

### Musiciens additionnels
- Charles Collins : batterie
- Michael "Sugar Bear" Forman : guitare
- Dennis Harris : guitare
- Roland Chambers : guitare
- David Cruse : percussions
- Larry Washington : percussions.
- Leon Huff : claviers
- Dexter Wansel : claviers

## Production
- Jay Mark, Joe Tarsia : ingénieurs du son
- Ed Lee, John Berg : pochette
- Reid Miles : photographe